# Episodi di Static Shock (terza stagione)
La terza stagione di Static Shock è andata in onda negli Stati Uniti dal 25 gennaio 2003 al 21 giugno 2003 su Kids' WB ed è composta da 15 episodi.
Gli episodi Consequences e Trouble Squared sono stati prodotti insieme alla seconda stagione, perciò presentano la seconda sigla (anziché la terza) e i personaggi hanno l'aspetto avuto nelle prime due stagioni.
| Nº st. | Nº tot. | Titolo originale              | Prima TV Stati Uniti |
| ------ | ------- | ----------------------------- | -------------------- |
| 1      | 25      | Hard as Nails                 | 25 gennaio 2003      |
| 2      | 26      | Gear                          | 1º febbraio 2003     |
| 3      | 27      | Static in Africa              | 8 febbraio 2003      |
| 4      | 28      | She-Bang                      | 15 febbraio 2003     |
| 5      | 29      | The Usual Suspect             | 22 febbraio 2003     |
| 6      | 30      | A League of Their Own         | 1º marzo 2003        |
| 7      | 31      | A League of Their Own - Pt II | 8 marzo 2003         |
| 8      | 32      | Showtime                      | 22 marzo 2003        |
| 9      | 33      | Consequences                  | 5 aprile 2003        |
| 10     | 34      | Romeo in the Mix              | 19 aprile 2003       |
| 11     | 35      | Trouble Squared               | 26 aprile 2003       |
| 12     | 36      | Toys in the Hood              | 3 maggio 2003        |
| 13     | 37      | The Parent Trap               | 24 maggio 2003       |
| 14     | 38      | Flashback                     | 7 giugno 2005        |
| 15     | 39      | Blast From the Past           | 21 giugno 2003       |